# 아탈로스의 스토아

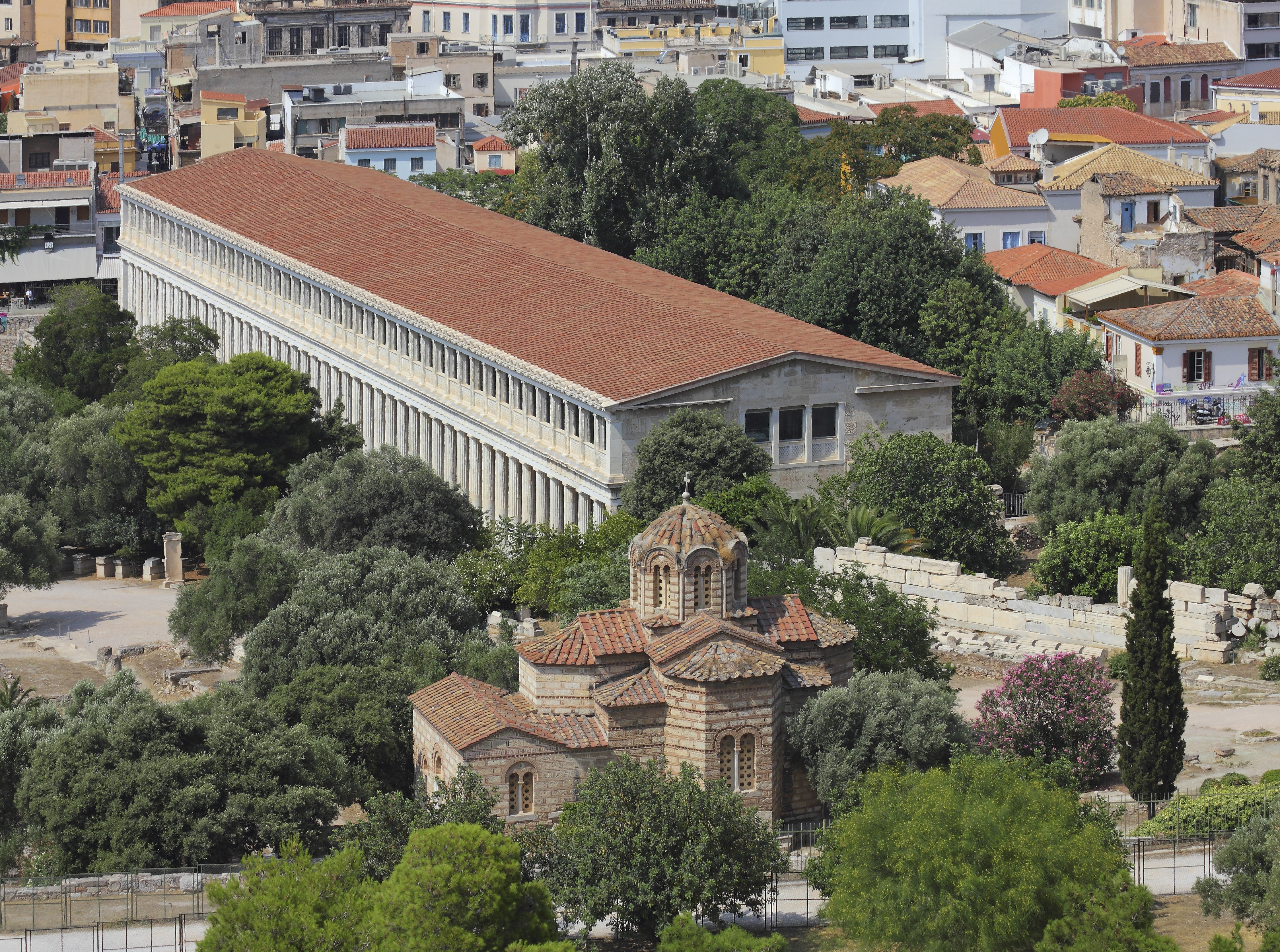
아탈로스의 스토아

아탈로스의 스토아(그리스어: Στοά του Αττάλου)는 그리스 아테네에 있는 스토아이다.